# Polßen
Polßen ist ein Ortsteil der Gemeinde Gramzow im Landkreis Uckermark im Nordosten des Landes Brandenburg.

## Geschichtliches

### 14. und 15. Jahrhundert
Der Ort wurde 1319 als Pelsene erstmalig urkundlich erwähnt, im Landbuch Karls IV. Poltzen, später Polczynoder Polssen genannt. Der Name leitet sich vom altpolabischen Wort  *polz’n- für „schlüpfriger, glitschiger Boden“ ab. Polßen war geprägt in der Ortsgeschichte vom jeweiligen Besitz des Gutes, abwechselnd mit den Familien von Greiffenberg, von Buch und später ausgestorbenen von Aschersleben. Die von Greiffenberg erhielten das Dorf, eine Kuhweide und Flemsdorf über einen Hof mit vier freien Hufen und die Einkünfte vor 1375 vom Bischof von Havelberg, der seinerseits das Dorf im Jahr 1319 zusammen mit Hermsdorf vom Markgrafen zum Lehen erhalten hatte. Vermutlich im 15. Jahrhundert waren sie im Besitz des ganzen Dorfes, des Rittersitzes, der Ober- und Untergerichtsbarkeit sowie des Kirchenpatronats. Zu ihrem Besitz gehörte im Jahr 1605 auch die Schmiedebergsche Mühle. Ausweislich des Landbuchs war die Gemarkung im Jahr 1375 insgesamt 69 Hufen groß, darunter vier Pfarrhufe, von denen eine an einen anderen freien Hof vererbt waren. Es gab außerdem zwei Höfe der von Poltzen mit 3 und 1 ½ freien Hufen, ein Hof der Familie Lützlow mit 5 freien Hufen und ein Hof der von Greiffenberg mit 4 freien Hufen. Insgesamt waren 7 ½ Hufe besetzt, ebenso der Krug. In den Jahren 1393 und 1394 kam es zu einer Inquisition gegen die Waldenser. Im Jahr 1437 wurde Polßen als Wohnsitz der von Greiffenberg ausgewiesen. Die Familie erschien 1499 erneut als die von Greiffenberg zu Kuhweide, Polßen, Dobberzin und Flemsdorf.

### 16. und 17. Jahrhundert
Eine Statistik aus dem Jahr 1573 führt für Polßen den Krüger mit 3 Hufen und 1 ½ Pfarrhufen auf. Es gab außerdem einen Viereinhalbhufner, 13 Dreihufner (darunter den Krüger), 19 Kossäten sowie zwei wüste Kossätenstätten. Im Dorf lebten außerdem ein Schmied, ein Kuhhirt sowie ein Schweinehirt. In einer weiteren Statistik aus dem Jahr 1578 erschienen: 15 Bauern, 19 Kossäten, ein Schmied, ein Hirte sowie 45 Hufen und ein Pachtschäfer, der den von Greiffenbergs gehörte.
Das Dorf war in den Jahren 1605 bis 1615 im Besitz der von Buch. Anschließend übernahmen die von Aschersleben zu Crussow das Dorf. In diesem Jahr gab es im Jahr 1606 das Dorf, den Rittersitz mit Schäfereien und den dazugehörigen Äckern, 12 Pflugdienste, 19 Kossäten und einen Krug. Die Bewohner schlugen 825 Morgen (Mg) Holz; außerdem gab es die Schmiedebergsche Mühle auf dem Felde Polßens. Im Jahr 1608 wurde lediglich von einem Dorf und einem Adelssitz berichtet. Im Jahr 1624 lebten in Polßen 13 Bauern, und 29 Kossäten, die 39 schossbare Hufen bewirtschafteten. Die von Aschersleben verkauften im Jahr 1657 eine wüste Kossätenstelle sowie einen dazugehörigen Ackerhof an die Familie Dornbusch. Polßen wurde im Dreißigjährigen Krieg komplett verwüstet: In den Jahren 1687/1688 waren weder eine Bauernstelle, noch ein Kossätenhof besetzt. Das Dorf kam 1694 wiederverkaufsweise auf zwölf Jahre zu einem Viertel an die Familie Engelbrecht, die es 1696 an die von Chwalkowsky weitergaben. Das restliche Dorf sowie der Rittersitz, die Gerichtsbarkeit, das Kirchenpatronat sowie die Straßengerichtsbarkeit und die Mühle erwarb der Schwager von Walsleben.

### 18. Jahrhundert
Eine Statistik aus dem Jahr 1711 führte für Polßen auf: 15 Hufner, einen Erbmüller mit einem Gang, einen Wohnschmied, einen Pachtschäfer sowie einen Hirten ohne Vieh. Im Jahr 1714 wurde lediglich die Schmiedebergsche Mühle erwähnt, die auch als Polßensche Mühle bezeichnet wurde. 1731 erwarb das Dorf der Kaufmann und Freiherr François Mathieu Vernezobre de Laurieux, in dessen Familie es bis zum Tod des letzten Erben, Friedrich Ludwig von Vernezobre, im Jahr 1827 verblieb. Im Jahr 1734 lebten im Dorf 13 Bauern, 12 Häuslinge und ein Müller. Es gab eine Schmiede, einen Leinweber, einen Schäfer, vier Hirten, 30 Knechte und 13 Mädge. Das Dorf bestand im Jahr 1745 aus dem Vorwerk, 14 Bauern, der Polßenschen Mühle und einer Wassermühle mit einem Gang, die von einem Meister Braun betrieben wurde. Polßen erschien 1775 als Pfarrdorf mit Rittersitz und Vorwerk. Es gab außerdem eine Schäferei. Im Dorf lebten 13 Bauern und 28 Büdner, Einlieger und anderen Einwohner, die 43 Feuerstellen in 24 Familienhäusern betrieben. Die Polßensche Mühle wurde als Wassermahlmühle mit Ackerwerk bezeichnet. Dort lebten drei Büdner, Einlieger oder anderen Einwohner, die vier Feuerstellen in zwei Familienhäusern betrieben.

### 19. Jahrhundert
Polßen bestand im Jahr 1801 aus Dorf mit Gut, in dem 14 Ganzbauern, zwei Büdner und 17 Einlieger wohnten. Es gab eine Schmiede und einen Krug sowie einen Förster. Die Bewohner bewirtschafteten 39 Hufen und betrieben 35 Feuerstellen. Ab 1828 unterstand das Dorf einem Konkursverwalter. 1831 kam es aus der Konkursmasse der Erben an die Familie von Wedel-Parlow, die das Gut Polßen bis 1945 besaß. Der westliche Teil des Gutes Polßen, behielt zunächst seit 1832 den Status eines Vorwerks und wurde Wedelsberg benannt. Im Jahr 1840 wurde lediglich vom Dorf mit Rittergut und 38 Wohnhäusern berichtet. Im Jahr 1844 entstand ein auf einem abgeholzten Forst ein neues Vorwerk; 1855 ein Ziegeleibetrieb des Rittergutes. In Polßen hatten sich drei Händler niedergelassen; mittlerweile gab es zwei Krüger. Die Wassermühle am Schmiedeberger Forstgraben besaß zwei Mahlgänge, zwei Ölpressen und einen Graupen- sowie einen Grützgang. Außerdem stand im Ort eine Bockwindmühle. Das Dorf Polßen war im Jahr 1860 insgesamt 1286 Mg groß: 12 Mg Gehöfte, 25 Mg Gartenland, 1100 Mg Acker, 142 Mg Wiese, 3 Mg Weide, 4 Mg Torf. Das Rittergut umfasste 3069 Mg: 19 Mg Gehöfte, 20 Mg Gartenland, 2200 Mg Acker, 330 Mg Wiese, 50 Mg Torf und 450 Mg Wald. Im Dorf gab es vier Abbauten, darunter ein Chausseehaus und die Wassermühle sowie sechs öffentliche, 15 Wohn- und 40 Wirtschaftsgebäude. Das Gut bestand aus 15 Wohn- und 28 Wirtschaftsgebäuden. Nach dem im Jahre 1879 erstmals amtlich für Preußen publizierten Generaladressbuch der Rittergutsbesitzer gehörten zum Rittergut Polßen 873 ha, davon 14 ha Wasser. Mit Moritz von Wedel (1805–1900), dem auch das benachbarte Parlow gehörte, kam Kontinuität in die Ortsgeschichte. Ihm folgte kurz sein Sohn Felix von Wedel, der war auch preußischer Offizier und Rechtsritter des Johanniterordens. Dessen Neffe Dr. jur. Ludolf von Wedel wurde dann der letzte Grundbesitzer in Polßen. Der Land- und Forstwirt veröffentlichte dann einige Jahre später eine Familienchronik.

### 20. Jahrhundert
Zur Jahrhundertwende war das Dorf 378 Hektar (ha) groß und umfasste 20 Häuser. Das Rittergut war 761 ha groß und bestand aus 13 Häusern. Im Jahr 1928 erfolgte die Zusammenlegung des Gutsbezirks Polßen mit Gemeinde Polßen, die 1931 insgesamt 45 Wohnhäuser umfasste. Im Jahr 1939 gab es einen land- und forstwirtschaftlichen Betrieb mit mehr als 100 ha. Sechs Betriebe waren zwischen 20 und 100 ha groß, drei zwischen 10 und 20 ha sowie 3 zwischen 0,5 und 5 ha. Im Jahr 1929, also kurz vor der großen Wirtschaftskrise, die alle betraf, war im letzten Landwirtschaftlichen Adressbuch noch Margarethe von Wedel-Parlow, geborene von Sydow, als Gutsinhaberin geführt, seit 1915. Das Gut hatte insgesamt 905 ha Land, davon 125 ha Forsten. Hauptsächlich wurde dem Trend der Zeit folgend Schafsviehwirtschaft betrieben. Als Verwalter fungierte M. Pape. Er wiederum war Administrator. So wurde bis zur Bodenreform die Geschichte des Ortes Polßen stark vom Gut und dessen Herrenhaus geprägt, ohne es allein darauf zu reduzieren.
Nach dem Zweiten Weltkrieg wurden im Rahmen der Bodenreform 882 ha enteignet. Davon gingen 146 ha an 13 landlose Bauern und Landarbeiter, drei Hektar an einen landarmen Bauern, drei Hektar Waldzulage an einen Altbauern und 17 ha an zwei Umsiedler. Insgesamt 714 ha erhielt ein landeseigenes Saatzuchtgut. Polßen war 1950 Gemeinde mit den Wohnplätzen Ausbau und Forsthaus; 1957 mit Wohnplatz Ausbau Forsthaus. Im Jahr 1953 gab es eine LPG, die sich im Folgejahr wieder auflöste. Im Jahr 1958 bestand eine LPG Typ I mit elf Mitgliedern und 103 ha Fläche. Im Jahr 1956 gab es in Polßen das VEG Polßen mit 336 Beschäftigen und 1359 ha Fläche; 1960 die LPG Typ I mit 15 Mitgliedern und 188 ha Fläche. Im Jahr 1977 gab es in Polßen das VEG Wilmersdorf, Betriebsteil Polßen.

## Bevölkerungsentwicklung
| Jahr      | 1734 | 1774               | 1801 | 1817 | 1840 | 1858                 | 1895 | 1925              | 1939 | 1946 | 1964 | 1971 |
| Einwohner | 255  | 243 und 17 (Mühle) | 274  | 264  | 370  | Dorf 144 und Gut 206 | 329  | 332 und 6 (Mühle) | 324  | 432  | 422  | 335  |

## Geografie und Verkehrsanbindung
Polßen liegt südwestlich des Kernortes Gramzow an der in Nord-Süd-Richtung verlaufenden B 198.

## Kultur und Sehenswürdigkeiten
- die evangelische Dorfkirche Polßen; sie stammt aus der zweiten Hälfte des 13. Jahrhunderts

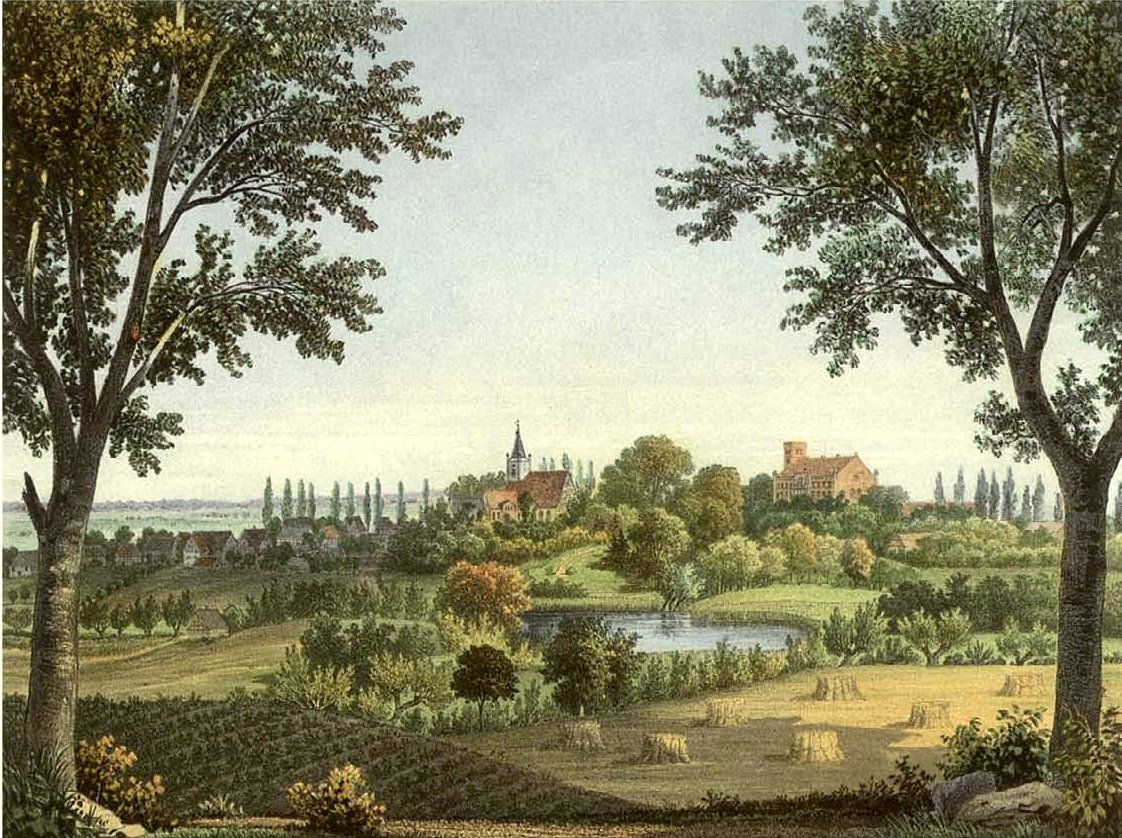
Gut Polßen um 1860/61, Sammlung Alexander Duncker

- die aus Gutshaus, Wirtschaftshof, Gutsverwalterhaus mit älteren Kellergewölben und Gutspark bestehende Gutsanlage

Siehe Liste der Baudenkmale in Gramzow (Polßen)
- Westlich vom Ort liegt das 2.830,66 ha große Naturschutzgebiet Melzower Forst. Durch das Gebiet, das seit dem 1. Oktober 1990 unter Naturschutz steht, führt die A 11 (= E 28).
- Südöstlich liegt der 13,63 ha große Torfbruch bei Polßen, der ebenfalls seit dem 1. Oktober 1990 unter Naturschutz steht.

Siehe Liste der Naturschutzgebiete in Brandenburg

## Söhne und Töchter
- Bernhard von Schkopp (1817–1904), preußischer General der Infanterie
- Christian Siegmund von Aschersleben († 1709), preußischer Oberst und Kommandeur

### Trivial
- Polßen. In: Rebecca Menzel: Jeans in der DDR. Vom tieferen Sinn einer Freizeithose. Ch. Links Verlag, Berlin 2004, ISBN 3-86153-335-9,  S. 119; google.de/books